# Ngurenrejo
Ngurenrejo is een bestuurslaag in het regentschap Pati van de provincie Midden-Java, Indonesië. Ngurenrejo telt 3100 inwoners (volkstelling 2010).